# Alfred Werner
Alfred Werner (1866-1919) là nhà hóa học Thụy Sĩ gốc Đức. Ông là cựu sinh viên của trường Đại học Zurich và ông cũng có một thời gian nghiên cứu và làm việc tại ngôi trường này. Ông là nhà hóa học thứ 13 đoạt Giải Nobel Hóa học. Nhờ nghiên cứu sự liên kết của các phân tử vô cơ mà ông được nhận giải thưởng nổi tiếng này. Như vậy, kể từ khi Giải Nobel Hóa học ra đời, Werner trở thành người thứ tư có hai quốc tịch sau Ernest Rutherford, Marie Curie và Wilhelm Ostwald được trao giải thưởng này, Đồng thời, ông là nhà hóa học vô cơ đầu tiên thế giới có nó. Ông trở thành người duy nhất ở điều này cho đến 60 năm sau, hai nhà hóa học Geoffrey Wilkinson, người Anh và Ernst Otto Fischer, người Đức cũng giành giải thưởng trên.